# Молочний коктейль
Молочний коктейль (іноді званий просто коктейлем) — це солодкий напій, виготовлений шляхом змішування молока, морозива та ароматизаторів або підсолоджувачів, таких як ірисковий соус, карамельний соус, шоколадний сироп, фруктовий сироп або цілі фрукти, горіхи чи насіння в густу консистенцію, солодка, холодна суміш. Його також можна приготувати на основі немолочних продуктів, включаючи рослинне молоко, наприклад мигдалеве, кокосове або соєве молоко.
Молочні коктейлі виникли в Сполучених Штатах приблизно на рубежі XX століття, і в наступні два десятиліття вони стали популярними після появи електричних блендерів. Вони стали звичайною частиною молодіжної популярної культури, оскільки магазини морозива були культурно прийнятним місцем зустрічі для молоді, а молочні коктейлі стали символом невинності молоді.

## Підготовка
Ресторани з повним набором послуг, магазини морозива, фонтани з газованою водою та закусочні зазвичай готують коктейль у машині для приготування молочних коктейлів. У домашніх умовах частіше використовують блендер. Молочні коктейлі можна приготувати з будь-якого смаку морозива; додаткові ароматизатори, такі як шоколадний сироп, солодовий сироп або сухе солодове молоко, часто додають перед змішуванням.
Багато закладів швидкого харчування не готують коктейлі з окремих інгредієнтів; скоріше, вони використовують автоматичні машини для молочних коктейлів, які заморожують і подають попередньо приготовлену суміш для молочних коктейлів, що складається з молока, підсолодженого ароматизатора та загусника. Вони схожі на автомати для м'якого морозива, але зберігають питну консистенцію коктейлю.

## Термінологія
Термінологія щодо різниці між молочним коктейлем, у якому використовується морозиво, та іншими формами ароматизованого молока відрізняється залежно від регіону. Молочний коктейль на основі морозива можна назвати густим, щоб відрізнити його. У деяких частинах Нової Англії та східної Канади використовується назва фраппе ([fræp] FRAP). Жителі Род-Айленда іноді називають молочні коктейлі «кабінетами». Молочний коктейль, що містить сухе солодове молоко, іноді називають солодовим. Термін «бетон» використовується для особливо густих молочних коктейлів, які не розливаються, якщо їх перевернути догори дном, як, наприклад, у ресторані Culver's.

## Історія

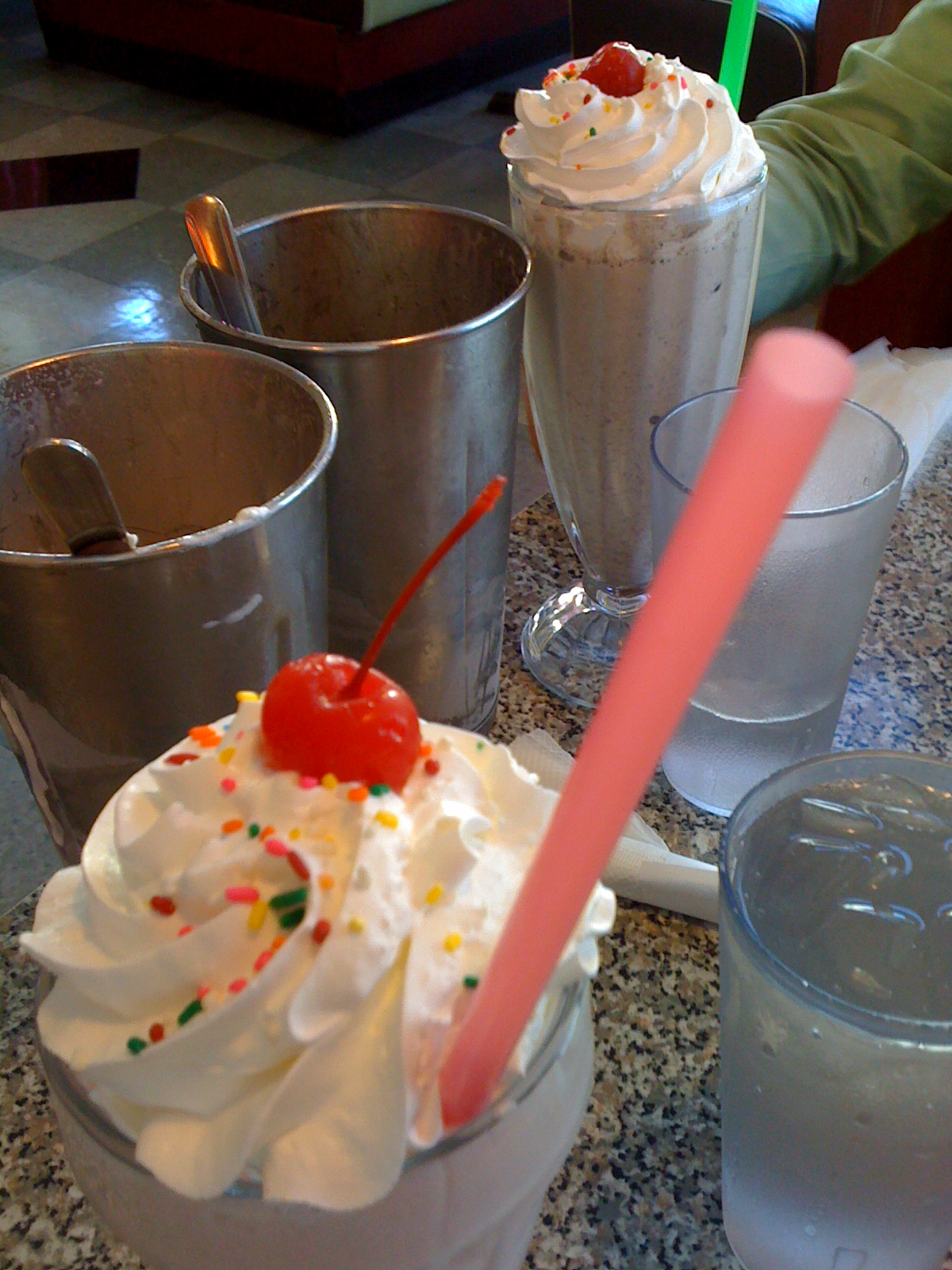
Полуничний і шоколадний коктейль, кожен з яких покритий збитими вершками, посипаннями та вишнею мараскино

### 1880–1930-ті роки
Коли термін «молочний коктейль» вперше був використаний у друкованих виданнях у 1885 році, молочні коктейлі були алкогольним напоєм з віскі, який описували як «міцний, здоровий напій з яйцями, віскі тощо, який служив як тонізуючий засіб, а також частування». Однак до 1900 року цей термін стосувався «корисних напоїв, виготовлених на основі шоколадного, полуничного або ванільного сиропів». На «початку 1900-х років люди просили нове частування, часто з морозивом». У 1930-х роках молочні коктейлі були популярним напоєм у солодовнях, які були «типовим фонтаном газованої води того періоду... використовуваним студентами як місцем зустрічі або тусовки».
Історія електричного блендера, солодових молочних напоїв і молочних коктейлів взаємопов'язані. До широкого розповсюдження електричних блендерів напої типу молочних коктейлів були більше схожі на яєчний ліког або являли собою збовтану вручну суміш подрібненого льоду з молоком, цукром і ароматизаторами. Гамільтон-Біч представив свій міксер для напоїв Cyclone у 1910 році, і він широко використовувався в фонтанах із газованою водою.
Конструкція Гамільтон-Біч з двигуном у верхній частині залишається найпоширенішим типом молочних коктейлів. 1922 року Стівен Поплавскі винайшов блендер з нижнім двигуном, який іноді використовують для приготування молочних коктейлів. З винаходом блендера молочні коктейлі почали набувати сучасної, збитої, газованої та пінної форми.
Використання сухого солодового молока в молочних коктейлях популяризувала в США чиказька мережа аптек Walgreens. Солодове сухе молоко – суміш згущеного молока, солодового ячмінного та пшеничного борошна – був винайдений Вільямом Горліком у 1897 році для використання як легкозасвоюваний оздоровчий напій для людей з обмеженими можливостями та дітей, а також як харчування для немовлят. Однак незабаром здорові люди почали вживати напої, виготовлені з солодового молока, просто заради смаку, а напої з солодовим молоком, що містять молоко, шоколадний сироп і солодовий порошок, стали стандартною пропозицією в содових фонтанах . 1922 року співробітник Walgreens Івар «Поп» Коулсон приготував молочний коктейль, додавши дві кульки ванільного морозива до стандартного рецепту напою з солодовим молоком. Цей продукт під назвою «Horlick's Malted Milk» був представлений мережею аптек Walgreen як частину шоколадного молочного коктейлю, який сам став знаний як «солодовий» або «солодовий» і став одним із найпопулярніших газованих напоїв.
Автоматизація молочних коктейлів, розроблена в 1930-х роках, після винаходу холодильників з фреоновим охолодженням, забезпечила безпечний і надійний спосіб автоматичного приготування та видачі морозива. 1936 року винахідник Ерл Прінс використав основну концепцію автоматизованої машини для виробництва морозива з фреоновим охолодженням, щоб розробити Multimixer, «п’ятишпиндельний міксер, який міг виробляти п’ять молочних коктейлів одночасно, усі автоматично, і дозувати їх одним натисканням важеля. в очікуванні паперових стаканчиків».
Наприкінці 1930-х років кілька газетних статей показують, що термін «заморожений» використовувався для позначення молочних коктейлів, виготовлених з морозивом. 1937 року Denton Journal у Меріленді заявив, що «для коктейлю з глазур'ю додайте трохи свого улюбленого морозива». 1939 року газета Mansfield News в Огайо заявила, що «заморожений напій, кажучи просторіччям, — це щось хороше, до якого додано морозиво. Прикладом par excellence є глазурована кава – цей гарячий, смачний напій, зроблений холодним з льодом і морозним з морозивом».

### 1940–1950-ті роки
До 1950-х років популярними місцями для пиття молочних коктейлів були обідні стійки Woolworth «5 & 10», закусочні, гамбургерні та фонтани газованої води в аптеках. У цих закладах часто видні сяючі машини для змішування молочних коктейлів із хрому або нержавіючої сталі.
Ці заклади виготовляли молочні коктейлі в Гамільтон-Біч або подібні типи міксерів для напоїв, які мали шпинделі та мішалки, які згортали повітря в напої для «гладкого, пухнастого результату» високі склянки з цибулинною верхівкою. Персонал фонтану з газованою водою мав свій власний жаргон, наприклад «Burn One All the Way» (шоколад із шоколадним морозивом), «Twist It, Choke It, and Make It Cackle» (шоколад із солодом з яйцем), «Shake One in «Хей» (полуничний коктейль) і «Біла корова» (ванільний молочний коктейль). У 1950-х роках продавець молочних коктейлів на ім’я Рей Крок купив ексклюзивні права на виробник молочних коктейлів Multimixer 1930-х років у винахідника Ерла Прінса та продовжив використовувати автоматизовані машини для молочних коктейлів, щоб прискорити виробництво в ресторанах McDonald's.
Молочні коктейлі також стали популярними в інших частинах світу, включаючи Великобританію та Австралію. В Австралії молочні батончики набули популярності, і молочні коктейлі зазвичай подавали злегка збитими і часто в алюмінієвих або нержавіючих стаканчиках, у яких їх готували. Окрім більш традиційних смаків, в Австралії стали популярними молочні коктейлі зі смаком м'яти та лайма.

### 2000-ті роки–тепер

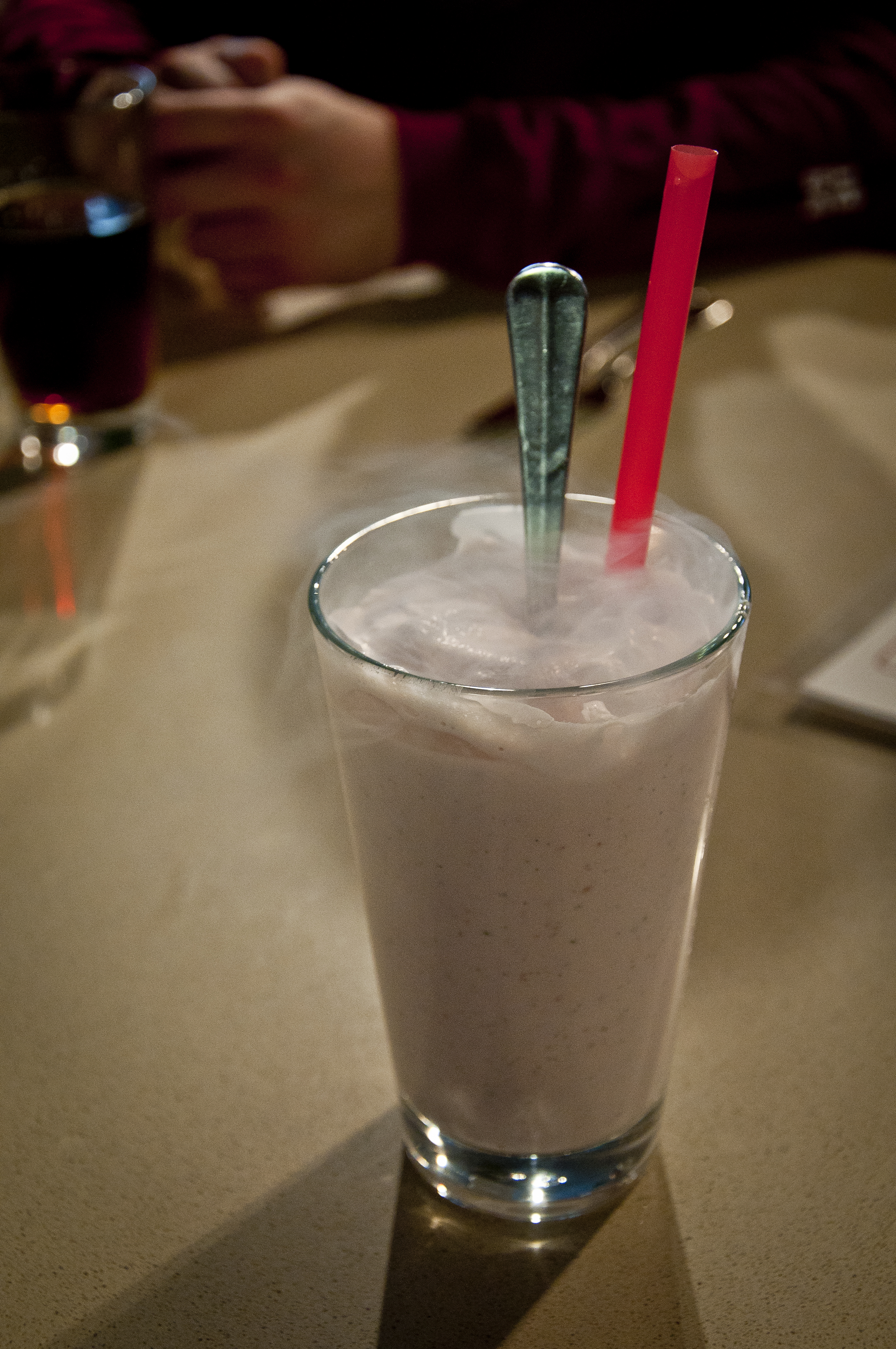
Цей молочний коктейль був виготовлений з використанням рідкого азоту. Угорі все ще видно, як утворюється пара.

У 2006 році Служба сільськогосподарських досліджень США розробила молочні коктейлі зі зниженим вмістом цукру й жиру для обідніх програм. У коктейлях вдвічі менше цукру і лише 10% жиру, ніж у комерційних коктейлях швидкого харчування. Школам потрібен апарат для приготування молочних коктейлів або апарат для м'якого морозива. У молочні коктейлі також додано клітковину та інші поживні речовини, а також вони містять набагато менше лактози, що робить коктейлі придатними для деяких людей з непереносимістю лактози. 
За даними галузевої дослідницької фірми NPD Group, у 2006 році продажі молочних коктейлів, солоду та флоатів у США зросли на 11%. Крістофер Мюллер, директор Центру управління багатофункціональними ресторанами в Університеті Центральної Флориди в Орландо, сказав, що «молочні коктейлі нагадують нам літо, молодість». – і поблажливість», і «вони нагадують часи, що минули».  Мюллер заявив, що молочні коктейлі є «надзвичайно прибутковим» продуктом для ресторанів, оскільки напої містять так багато повітря. Дослідницька фірма Technomic стверджує, що близько 75% коктейлю в ресторані за середньою ціною 3,38 долара в 2006 році був прибутком. Керівник Sonic Drive-In, американської мережі ресторанів-закусочних у стилі 1950-х років, називає шейки «однією з наших найбільш прибуткових областей».
У статті 2016 року говориться, що шеф-кухарі випробовують інноваційні ідеї з молочними коктейлями, щоб підтримувати інтерес клієнтів до напоїв.  У статті зазначалося, що коктейлі зі смаком кави популярні, «оскільки вони доповнюють як солодкі, так і солоні» страви. Іншою тенденцією є використання різних типів молока, таких як мигдалеве молоко, кокосове молоко, соєве молоко або конопляне молоко.

## Використання в акціях протесту
У травні 2019 року, під час підготовки до виборів до Європейського парламенту у Сполученому Королівстві, розкидання молочних коктейлів стало тактикою протесту, як правило, проти правих політиків. Рух виник із «мілкшейку» Томмі Робінсона, а другий був кинутий пізніше того ж місяця.  
Поліція Великої Британії попросила одинбурзький McDonald's утриматися від продажу молочних коктейлів 17 травня під час візиту Найджела Фараджа. Це змусило Burger King твітнути у відповідь: «Ми продаємо молочні коктейлі всі вихідні. Веселіться»  Пізніше Управління зі стандартів реклами Великої Британії заборонило твіт Burger King, оскільки вони вважали, що він «виправдовує попередню антисоціальну поведінку та заохочує до подальших випадків», а отже, це «безвідповідальна» реклама.  Під час окремого візиту в Ньюкасл 20 травня в Фараджа кинули молочний коктейль Five Guys .  Того тижня на Карла Бенджаміна випили чотири молочні коктейлі.  Збовтування молока схоже на збовтування яєць як форма протесту проти політичних діячів. 

## У масовій культурі
Молочні коктейлі у фільмах називають «скороченням від солодкості та доброти».  У фільмі «Все про Єву» режисера Джозефа Л. Манківича героїня Бетт Девіс незадоволена тим, що чоловік, який їй подобається, балакає з її молодою помічницею, тому героїня Девіса замовляє алкогольне мартіні, а потім «знущаючись [що] Єва [ молода помічниця] вип’є молочний коктейль», тим самим «стверджуючи жіночність над дівоцтвом через асоціації молочного коктейлю з незайманістю». Подібним чином дівчина-підліток висміює соціально незграбного й ботана, якого грає Стів Бушемі у «Світі примар», тому що він замовляє «незайманий ванільний молочний коктейль»; на Манхеттені режисера Вуді Аллена режисер звертає увагу на різницю у віці між своїм 42-річним героєм (він також виконує головну роль) і його дівчиною-підлітком, випиваючи їй молочний коктейль. У фільмі «Лоліта» 1997 року дівчина-підліток п’є молочний коктейль, перебуваючи з чоловіком середнього віку (новим хлопцем її матері), який її приваблює. 
Персонажів коміксів Archie Comics часто зображують, що п'ють молочні коктейлі. Телевізійний серіал «Рівердейл», натхненний коміксами, зображує персонажів місцевої закусочної Pop's Chock'lit Shoppe, натхненної 1950-ми роками; щоб популяризувати шоу, акторський склад випив молочний коктейль під час виступу в The Tonight Show з Джиммі Феллоном у головній ролі . 
Master Shake, один із головних героїв американського мультсеріалу Aqua Teen Hunger Force (також відомого під різними альтернативними назвами), — це антропоморфний молочний коктейль у натуральну величину.
Термін «Milkshake Duck», введений у Twitter у 2017 році, стосується людини, яка спочатку стає популярною в соціальних мережах, а потім ганьбиться, коли інші користувачі прочісують її присутність в Інтернеті та знаходять образливі заяви чи неприємну історію. 